# جونيل (مغنية)
تشوي جون هيي (هانغل: 최서아) (ولدت: 3 سبتمبر 1993) معروفة باسمها الفني جونيل، مغنية وكاتبة أغاني كورية جنوبية. بدأت حياتها المهنية في اليابان قبل أن تظهر نهاية المطاف لأول مرة في كوريا الجنوبية. كانت معروفة سابقاً باسم 'جوني', ولكن في نهاية الأمر غيرت اسمها إلى 'جويل' والذي هو مشتق من الجمع بين اسمها جوني، L 'الحب'. كانت أيضاً عضوة في ثنائي الرومانسية ي مع CNBLUE's جونغ-هيون. 

## الأفلام والمسلسلات
| السنة   | العنوان               | الدور           | ملاحظات            |
| ------- | --------------------- | --------------- | ------------------ |
| 2012    | A Gentleman's Dignity | مؤدية في الشارع | ظهور في الحلقة 13. |
| 2013/14 | Cheongdam-dong 111    | نفسها           | برنامج واقعي       |

## روابط خارجية
- جونيل على موقع ميوزك برينز (الإنجليزية)